# Acacia ramulosa
Acacia ramulosa é uma espécie de leguminosa do gênero Acacia, pertencente à família Fabaceae.